# بطولة السعودية الدولية للاسكواش
البطولة السعودية الدولية للاسكواش (بالإنجليزية: Saudi International Squash Tournament) هي بطولة اسكواش للرجال أو ما تعرف بالكُرَةُ الصَّائِتَةُ وهي لعبة تُضرب فيها كرة مطاطية بمضرب راح فترتد عن جدار. تقام في شهر ديسمبر في مدينة الخبر بالمملكة العربية السعودية. بين عامي 2005 و 2009، كانت جزءًا من سلسلة الاتحاد الدولي لمحترفي الاسكواش، الفئة الأكثر شهرة في بطولة الاتحاد الدولي لمحترفي الاسكواش. قامت البطولة برعاية أتكو، شركة زياد التركي، رئيس اتحاد المحترفين للاسكواش، أجريت النسخة الأولى في عام 2005 وكانت الأخيرة في عام 2009.

## قائمة الفائزين
| السنة | البطل                                | النهائي                              | النتيجة النهائية                     |
| ----- | ------------------------------------ | ------------------------------------ | ------------------------------------ |
| 2010  | بطولة العالم للإسكواش فردي رجال 2010 | بطولة العالم للإسكواش فردي رجال 2010 | بطولة العالم للإسكواش فردي رجال 2010 |
| 2009  | رامي عاشور مصر                       | نيك ماثيو إنجلترا                    | 11-7, 7-11, 11-9, 9-11, 11-8         |
| 2008  | كريم درويش                           | غريغوري غوتييه                       | 11-9, 11-5, 3-11, 11-8               |
| 2007  | عمرو شبانة                           | رامي عاشور مصر                       | 11-5, 11-5, 1-11, 11-9               |
| 2006  | عمرو شبانة                           | غريغوري غوتييه                       | 11-7, 11-9, 11-4                     |
| 2005  | جوناثون باور                         | أنتوني ريكيتس                        | 11-4, 11-9, 4-11, 11-5               |

## وصلات خارجية
- البطولة السعودية الدولية للاسكواش